# Тамароц (Удине)
Тамароц је насеље у Италији у округу Удине, региону Фурланија-Јулијска крајина.
Према процени из 2011. у насељу је живело 19 становника. Насеље се налази на надморској висини од 608 м.